# Ewald Kluge

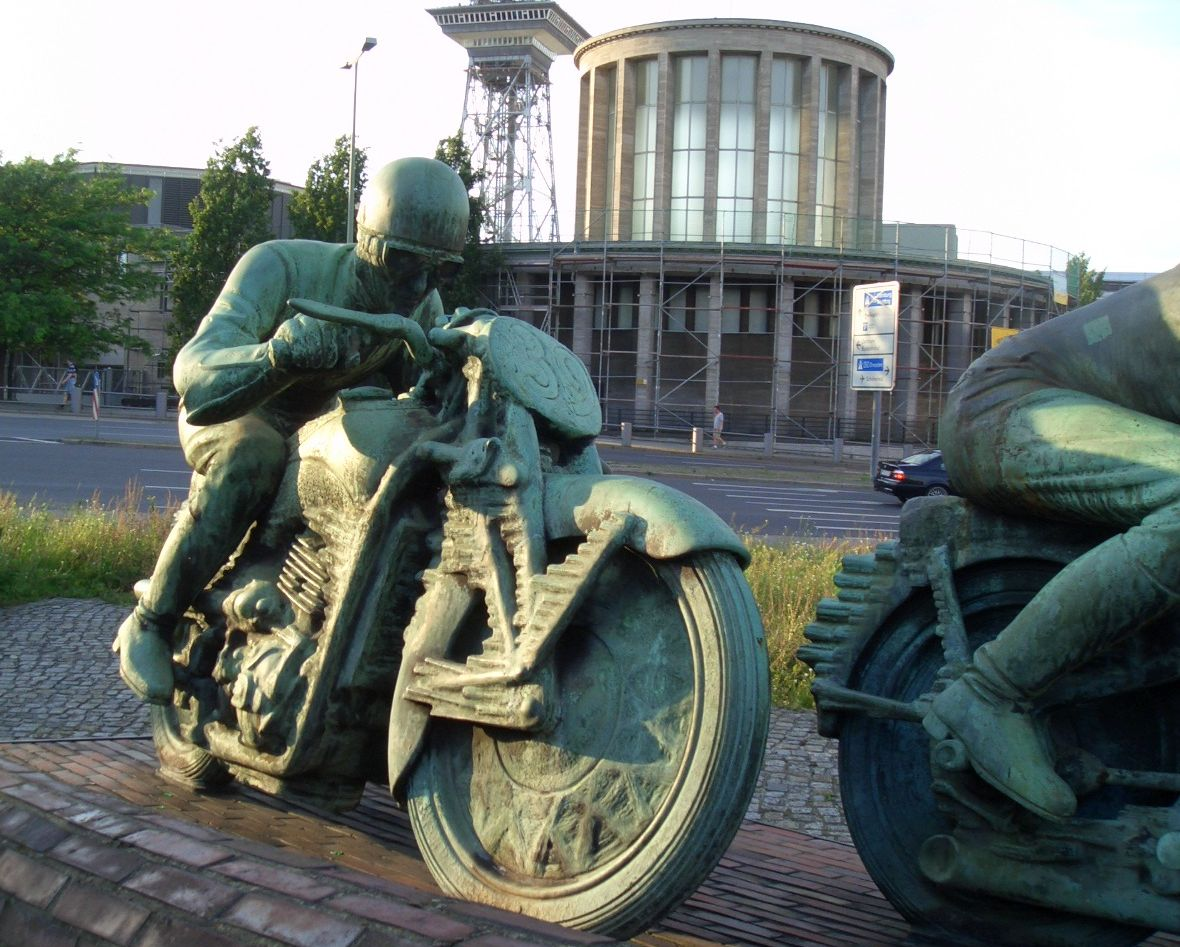
Motorradfahrer-Denkmal (1939) von Max Esser in Berlin. Ewald Kluge auf DKW, im Hintergrund der Funkturm

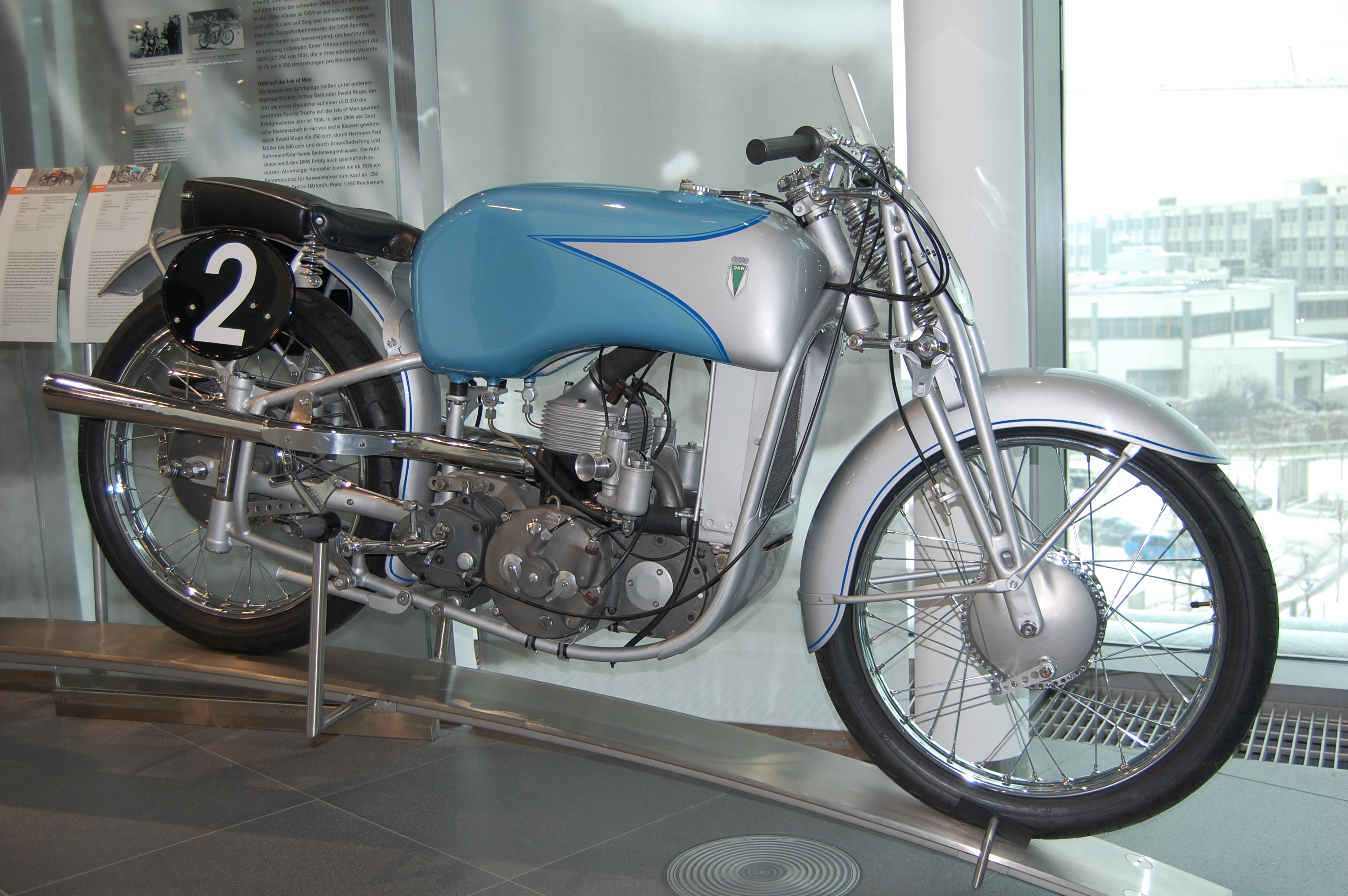
Eine DKW US 250, wie sie auch Ewald Kluge in der Saison 1939 pilotierte.

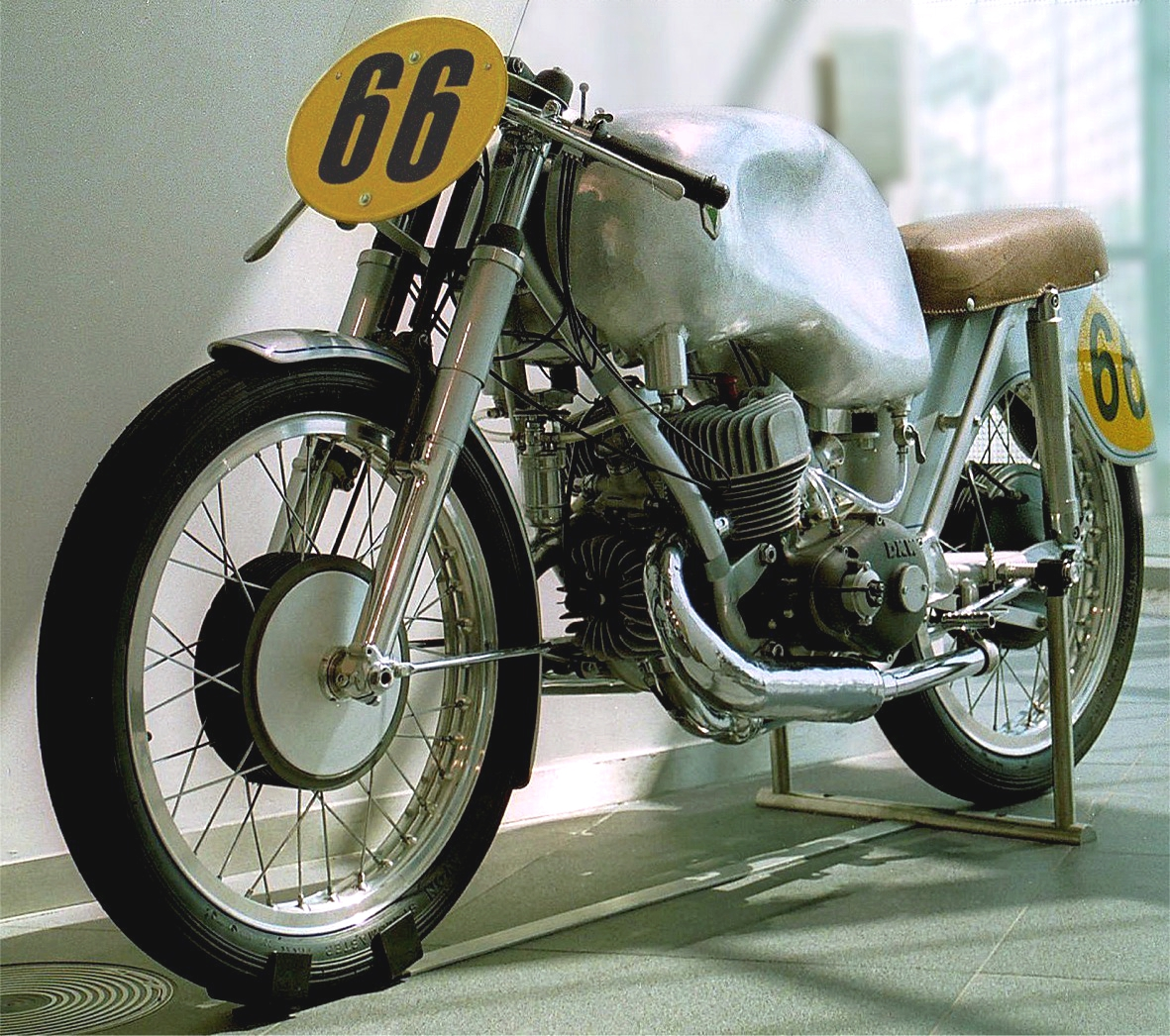
Die 350er-Dreizylinder-DKW (RM 350, Spitzname Singende Säge), wie sie Kluge in seinen letzten Rennen fuhr.

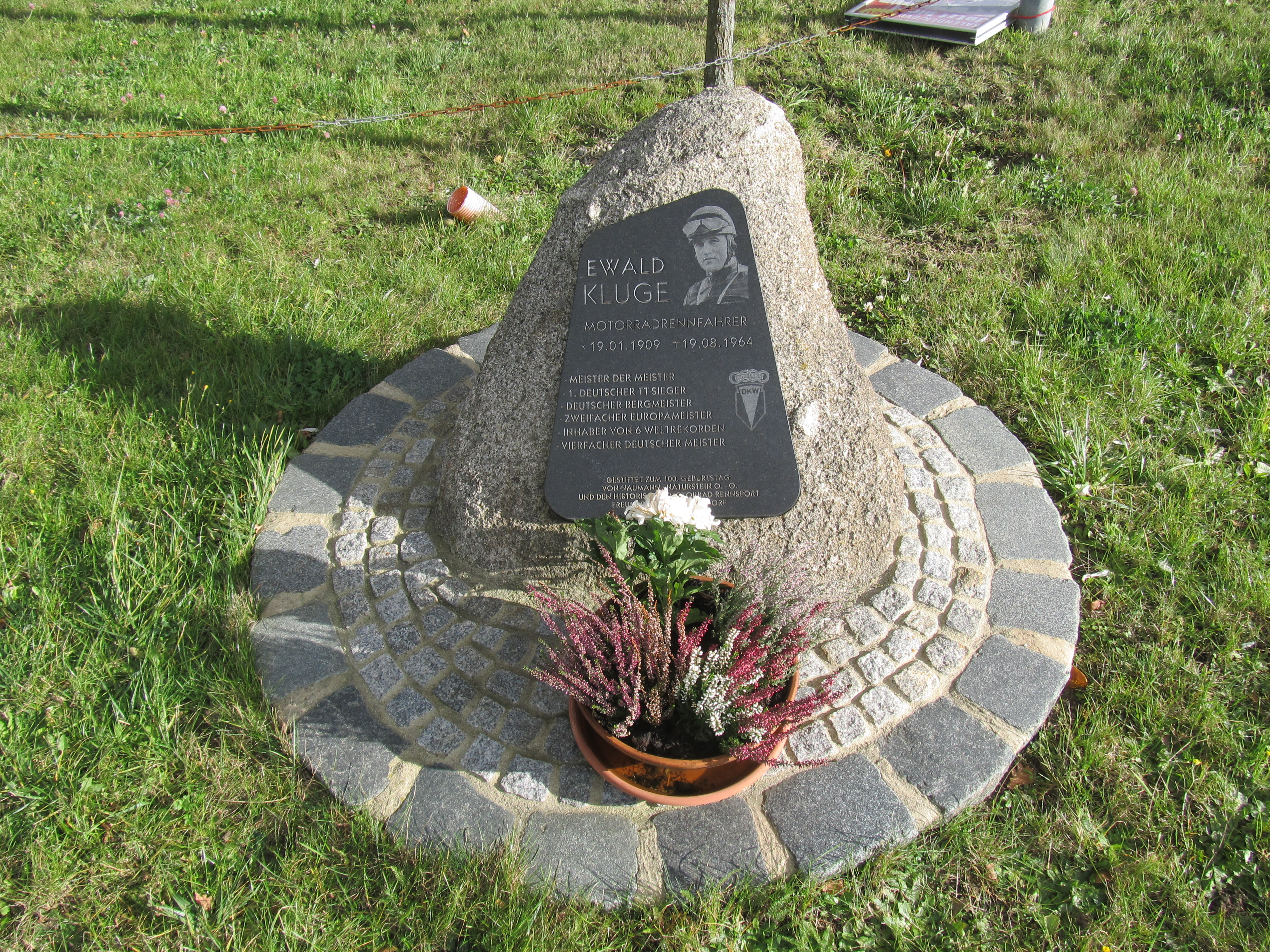
Gedenkstein für Ewald Kluge in Dresden-Gomlitz

Ewald Kluge (* 19. Januar 1909 in Lausa bei Dresden; † 19. August 1964 in Ingolstadt) war ein deutscher Motorradrennfahrer.
Kluge zählt zu den bedeutendsten und erfolgreichsten deutschen Motorradrennfahrern der Geschichte. Einer seiner größten Erfolge war der Sieg bei der Isle of Man Tourist Trophy 1938.

## Leben
Ewald Kluge hatte eine schwere Jugendzeit. Als er zwölf Jahre alt war, starb seine Mutter, so dass er im Haus und im Geschäft seines Vaters mitarbeiten musste. Zwei Jahre später suchte er erfolglos eine Lehrstelle, fand aber nur Arbeit als Wagenwäscher bei einem Vertreter für Margarine, der ihm zu einer Ausbildung zum Kraftfahrzeugmechaniker in einer Reparaturwerkstatt verhalf. Wegen der schlechten Geschäftslage dieses Betriebs zu Beginn der Weltwirtschaftskrise verlor Kluge als 19-Jähriger den Arbeitsplatz und nahm die Stelle eines Taxifahrers in Dresden an.
Für 800 Reichsmark kaufte er sich ein Motorrad, eine englische Dunelt, mit der er 1929 beim Freiberger Dreiecksrennen erstmals als Rennfahrer startete und Dritter wurde. In den nächsten Jahren fuhr er eine private DKW, bevor ihn die Auto Union AG im DKW-Stammwerk Zschopau 1934 als Rennmonteur und Reservefahrer einstellte. Ab 1935 war er vollwertiges Mitglied des DKW-Werksteams.
Während des Zweiten Weltkriegs war Ewald Kluge als Unteroffizier in Leipzig und an der Schule für Heeresmotorisierung in Wünsdorf. Auf Antrag der Auto Union AG wurde er 1943 freigestellt, um in deren Versuchsabteilung zu arbeiten. Die ihm wie vielen Fahrerkollegen „angetragene“ Mitgliedschaft im NSKK führte nach Kriegsende dazu, dass er als Nationalsozialist denunziert und von 1946 bis 1949 im Speziallager Nr. 1 Mühlberg inhaftiert war.
Ab 1950 war Kluge wieder als Rennfahrer auf DKW aktiv, bis ein schwerer Sturz auf dem Nürburgring, bei dem er sich einen Trümmerbruch eines Oberschenkels zuzog, seine Laufbahn beendete. Danach war er in der Öffentlichkeitsarbeit der Auto Union GmbH aus Ingolstadt eingesetzt.
Ewald Kluge starb am 19. August 1964 an einem Krebsleiden. Er war verheiratet und hatte einen Sohn und eine Tochter.

## Motorsportlaufbahn
Ewald Kluges sportliche Laufbahn begann 1929, als er beim Freiberger Dreiecksrennen mit einer Dunelt hinter zwei DKW-Werksmaschinen den dritten Platz belegte. Bis 1933 startete er als Privatfahrer.
1934 gewann er mit dem DKW-Team die Goldmedaille in der Internationalen Sechstagefahrt und bei der 2000-km-Deutschlandfahrt sowie 1935 die Silbervase bei der Internationalen Sechstagefahrt.
Von 1936 bis 1939 war Ewald Kluge Deutscher Meister sowie 1938 und 1939 Europameister in der 250er-Klasse. Seinen größten Erfolg erzielte er jedoch im Juni 1938, als er auf einer ULD 250 in einer Zeit von 3:21:56 Stunden bzw. mit einer Durchschnittsgeschwindigkeit von 125,57 km/h das Schwerste Motorradrennen der Welt, die Tourist Trophy auf der Isle of Man, gewann. Kluge siegte mit einem Vorsprung von 11 Minuten und 10 Sekunden auf den Zweitplatzierten Ginger Wood und war der erste Deutsche und der zweite aus Kontinentaleuropa stammende Pilot überhaupt, der dieses Rennen gewann.
Außer auf der Rundstrecke fuhr Kluge auch Bergrennen. So gewann er 1938 beim „Großen Bergpreis von Deutschland“, der auf der Großglockner-Hochalpenstraße zwischen der Mautstelle Ferleiten und dem Fuscher Törl ausgetragen wurde, die Deutsche Bergmeisterschaft. Der Sachse setzte dabei auf seiner 250er-DKW sogar die absolute Bestzeit und schlug somit auch sämtliche der auf 350- und 500-cm³-Maschinen angetretenen Piloten.
Nach dem Krieg trat er oft als Doppelstarter in der 250er- und der 350er-Klasse an und gewann unter anderem 1952 das Rennen auf der Autobahnspinne Dresden und auf der Dreizylinder-DKW das Eilenriederennen in Hannover in Tagesbestzeit bzw. mit einem Schnitt von 126,5 km/h. Des Weiteren startete er in der Saison 1952 als 43-Jähriger noch beim Grand Prix von Deutschland für Motorräder im Rahmen der Motorrad-Weltmeisterschaft auf der Solitude in Stuttgart und belegte, jeweils auf DKW, in der 250-cm³-Klasse den vierten und in der 350-cm³-Klasse den fünften Platz. Im WM-Gesamtklassement erzielte er damit den dreizehnten bzw. elften Rang.
1953 endete seine Laufbahn, als er auf dem Nürburgring an zweiter Stelle liegend schwer stürzte.

## Statistik

### Erfolge
- 1935 – Silbervase bei der Internationalen Sechstagefahrt auf DKW
- 1936 – 250-cm³-Vize-Europameister auf DKW
- 1936 – Deutscher 250-cm³-Meister auf DKW
- 1937 – Deutscher 250-cm³-Meister auf DKW
- 1938 – 250-cm³-Europameister auf DKW
- 1938 – Deutscher 250-cm³-Meister auf DKW
- 1939 – 250-cm³-Europameister auf DKW
- 1939 – Deutscher 250-cm³-Meister auf DKW

### Isle-of-Man-TT-Siege
| Jahr | Klasse                | Maschine | Durchschnittsgeschwindigkeit |
| ---- | --------------------- | -------- | ---------------------------- |
| 1938 | Lightweight (250 cm³) | DKW      | 78,48 mph (126,3 km/h)       |

### Rennsiege
(gefärbter Hintergrund = Europameisterschaftslauf)
| Jahr | Klasse  | Maschine | Rennen                          | Strecke                         |
| ---- | ------- | -------- | ------------------------------- | ------------------------------- |
| 1936 | 250 cm³ | DKW      | Eilenriederennen                | Eilenriede                      |
| 1936 | 250 cm³ | DKW      | Eifelrennen                     | Nürburgring-Nordschleife        |
| 1936 | 250 cm³ | DKW      | Schleizer Dreieckrennen         | Schleizer Dreieck               |
| 1937 | 350 cm³ | DKW      | Eläintarhanajo                  | Eiläintarha                     |
| 1937 | 250 cm³ | DKW      | Internationales Solitude-Rennen | Solitude                        |
| 1937 | 250 cm³ | DKW      | Großer Preis von Deutschland    | Sachsenring                     |
| 1937 | 250 cm³ | DKW      | Schleizer Dreieckrennen         | Schleizer Dreieck               |
| 1937 | 250 cm³ | DKW      | Hockenheimer Motorradrennen     | Hockenheimer Dreieck            |
| 1937 | 250 cm³ | DKW      | Marienberger Dreieckrennen      | Marienberger Dreieck            |
| 1938 | 250 cm³ | DKW      | Eilenriederennen                | Eilenriede                      |
| 1938 | 250 cm³ | DKW      | Hamburger Stadtparkrennen       | Hamburger Stadtpark             |
| 1938 | 250 cm³ | DKW      | AVUS-Rennen                     | AVUS                            |
| 1938 | 250 cm³ | DKW      | Großer Preis von Belgien        | Spa-Francorchamps               |
| 1938 | 250 cm³ | DKW      | Großer Preis der Schweiz        | Genf                            |
| 1938 | 250 cm³ | DKW      | Großer Preis der UMF            | Nizza                           |
| 1938 | 250 cm³ | DKW      | Dutch TT                        | Circuit van Drenthe             |
| 1938 | 250 cm³ | DKW      | Großer Preis von Deutschland    | Sachsenring                     |
| 1939 | 250 cm³ | DKW      | Eilenriederennen                | Eilenriede                      |
| 1939 | 250 cm³ | DKW      | Eifelrennen                     | Nürburgring-Nordschleife        |
| 1939 | 250 cm³ | DKW      | Dutch TT                        | Circuit van Drenthe             |
| 1939 | 250 cm³ | DKW      | Großer Preis von Frankreich     | Reims                           |
| 1939 | 250 cm³ | DKW      | Großer Preis von Belgien        | Spa-Francorchamps               |
| 1939 | 250 cm³ | DKW      | Großer Preis von Schweden       | Saxtorp                         |
| 1950 | 250 cm³ | DKW      | Grenzlandringrennen             | Grenzlandring                   |
| 1950 | 125 cm³ | DKW      | Dieburger Dreiecksrennen        | Dieburger Dreieck               |
| 1950 | 250 cm³ | DKW      | Dieburger Dreiecksrennen        | Dieburger Dreieck               |
| 1950 | 250 cm³ | DKW      | Schleizer Dreieckrennen         | Schleizer Dreieck               |
| 1950 | 125 cm³ | DKW      | Großer Preis von Deutschland    | Solitude                        |
| 1950 | 250 cm³ | DKW      | Hamburger Stadtparkrennen       | Hamburger Stadtpark             |
| 1950 | 250 cm³ | DKW      | Feldbergrennen                  | Feldbergring                    |
| 1952 | 250 cm³ | DKW      | Eifelrennen                     | Nürburgring-Nordschleife        |
| 1952 | 350 cm³ | DKW      | Eilenriederennen                | Eilenriede                      |
| 1952 | 250 cm³ | DKW      | Autobahnspinne                  | Autobahnspinne Dresden-Hellerau |
| 1952 | 350 cm³ | DKW      | Autobahnspinne                  | Autobahnspinne Dresden-Hellerau |
| 1952 | 350 cm³ | DKW      | Hamburger Stadtparkrennen       | Hamburger Stadtpark             |
| 1952 | 350 cm³ | DKW      | Sachsenring-Rennen              | Sachsenring                     |
| 1952 | 250 cm³ | DKW      | Schleizer Dreieckrennen         | Schleizer Dreieck               |
| 1952 | 350 cm³ | DKW      | Schleizer Dreieckrennen         | Schleizer Dreieck               |

### In der Motorrad-Weltmeisterschaft
| Saison | Klasse  | Motorrad | Rennen | Siege | Podien | Punkte | Ergebnis |
| ------ | ------- | -------- | ------ | ----- | ------ | ------ | -------- |
| 1952   | 250 cm³ | DKW      | 1      | –     | –      | 3      | 13.      |
| 1952   | 350 cm³ | DKW      | 1      | –     | –      | 2      | 11.      |
| Gesamt | Gesamt  | Gesamt   | 2      | –     | –      | 5      |          |

## Ehrungen

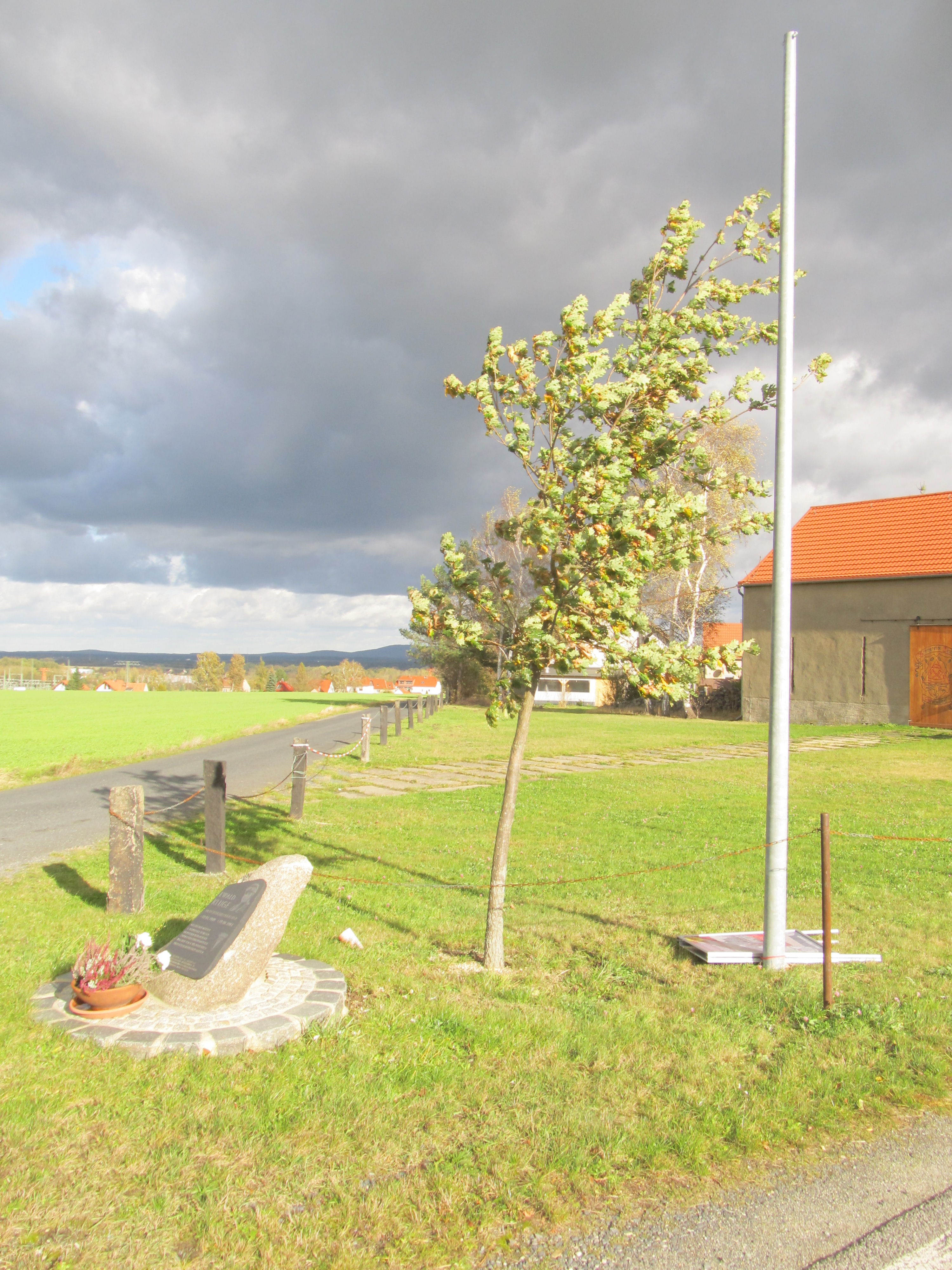
Sturmtief Herwart fegt im Oktober 2017 über die Ewald-Kluge-Eiche in Dresden-Gomlitz und den Gedenkstein.

In Ingolstadt und Weixdorf sind Straßen nach Kluge benannt, an der AVUS in Berlin steht ein Denkmal für ihn. An der Alten Moritzburger Straße im Dresdner Ortsteil Gomlitz wurde ihm ein Gedenkstein errichtet und dahinter im April 2013 von Mitgliedern des Vereins Freunde des Historischen Motorradrennsportes „Ewald Kluge“ Weixdorf e. V. anlässlich des 75. Jahrestags seines Sieges bei der Tourist Trophy die Ewald-Kluge-Eiche gepflanzt, die damit zu den Gedenkbäumen in Dresden gehört.